# 헤더 와일드
헤더 와일드(Heather Wilde)는 미국의 배우이다. 1930년대 말부터 1950년대까지 잉글랜드와 미국에서 활동했다.

## 출연 작품
- 뱅크 딕
- 아버지와 인생을
- 유령과 뮤어 부인